# هولستین تور
هولستین تور، دروازه هولستین (آلمانی: Holstein-Tor) دروازه‌ای در شهر لوبک در شمال آلمان است. این دروازه با معماری سبک گوتیک است و نماد شهر لوبک است. دروازه هولستین در سال ۱۴۶۴ بنا گردید.
هولستین تور چهارمین مکان پربازدید توسط گردشگران در کشور آلمان می‌باشد.